# Henri Antoine Jardon
Henri-Antoine Jardon, né le 3 février 1768 à Verviers dans la principauté de Liège (aujourd'hui intégrée à la Belgique) et mort le 25 mars 1809 à São Martinho do Campo au Portugal, est un général français de la Révolution et de l’Empire, célèbre pour son courage et ses qualités humaines.

## Biographie

### Du sous-lieutenant au général de la Révolution
Dernier fils d'une fratrie de 9 enfants, Henri Antoine Jardon est le fils de Léonard Jardon et de Elisabeth Lambertine Sechehaye. Il vécut une enfance heureuse à Verviers. Ses frères eurent des fonctions publiques au sein de l'administration communale et son frère ainé Léonard, fut même officier municipal sous la République française et Commissaire de Police en Chef de la ville de Verviers. Lors de la formation des quelques régiments que les États de Liège lèvent en 1789, Jardon entre dans l'un d'eux en qualité de sous-lieutenant et fait la campagne liégeoise contre les troupes du Cercle de l’Empire. L'Autriche ayant envahi la Belgique en 1790, il se réfugie en France. En 1792 il prend du service comme lieutenant dans la légion liégeoise formée à Givet le 27 avril 1792, et y est presque immédiatement nommé capitaine.
Promu chef de brigade le 1er avril 1793 à la Légion liégeoise pendant la retraite de Dumouriez et général de brigade le 23 mars 1794, il fait à l'armée du Nord les campagnes des ans II et III. Le représentant du peuple Dubois de Bellegarde veut le nommer général de division mais il refuse. Il commande le département de la Dyle en l'an IV, et est mis en réforme en l'an V. Il réprime la guerre des Paysans en novembre 1798 dans les départements réunis. Remis en activité en l'an VII, il contribue à réprimer les troubles de la Belgique, passe à l'armée du Danube, sert pendant les ans VIII et IX en Suisse sous Masséna, et en Souabe sous Moreau, puis dans les Grisons. Après la paix de Lunéville, il n'est pas compris dans le cadre des généraux en activité, mais quand le premier Consul fait son voyage de Belgique, Jardon lui est présenté, et il lui donne le commandement du département des Deux-Nèthes. Murat lui offre de servir dans l'armée napolitaine avec le grade de général de division, il refuse. En l'an XII, il commande au camp de Boulogne une brigade, sous les ordres de Brune, et est fait chevalier, puis commandeur de la Légion d'honneur les 19 frimaire (11 décembre 1803) et 25 prairial (14 juin 1804).

### Sous l'Empire

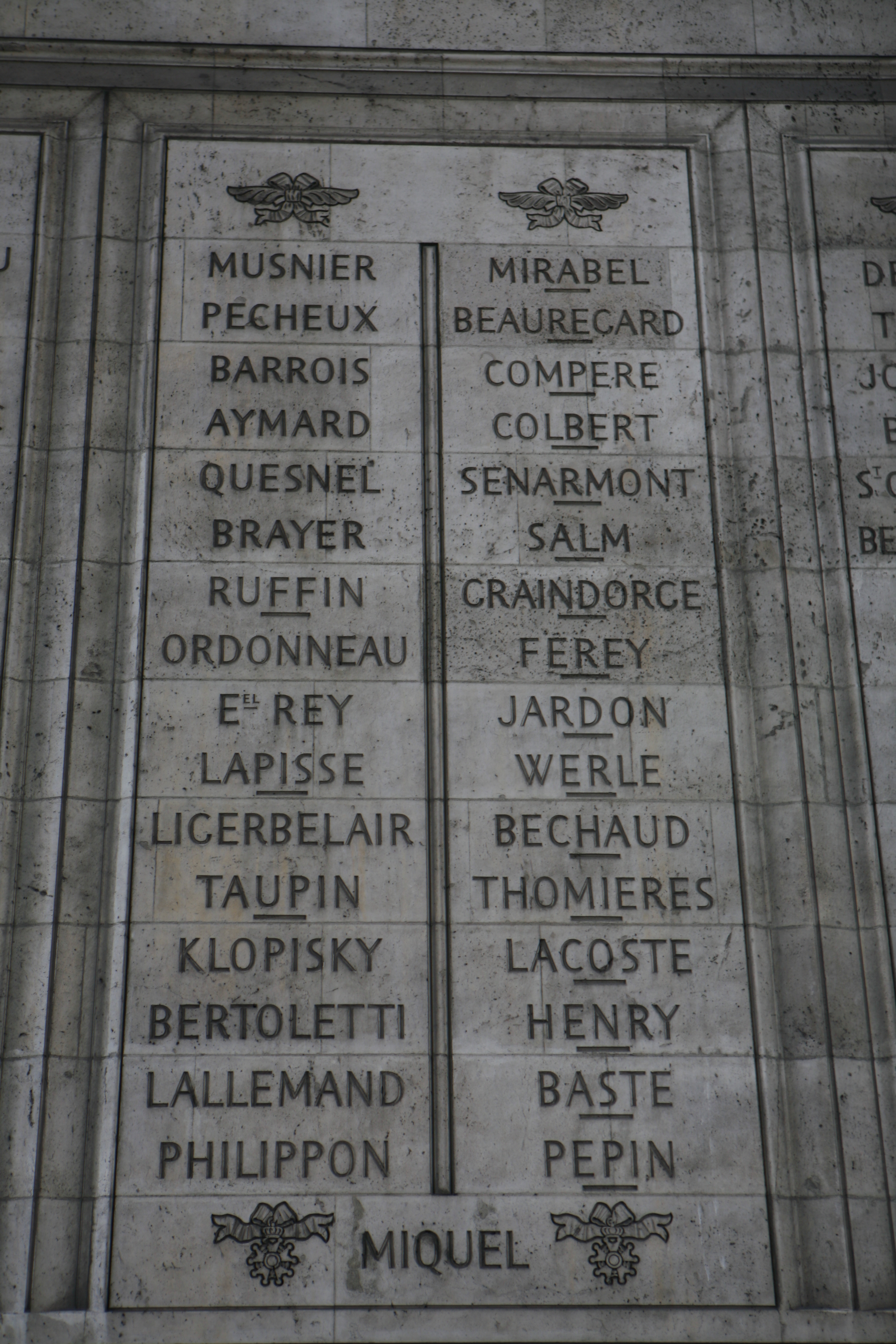
Noms gravés sous l'arc de triomphe de l'Étoile : pilier Ouest, 37e et 38e colonnes.

En l'an XIV, il a le commandement de la 2e division du corps de Gouvion-Saint-Cyr. Il suit l'Empereur en Espagne en 1808 et le maréchal Soult au Portugal, où il est tué le 25 mars 1809 au combat de Negrelos. Le lieu de sa mort est un pont entre Moreira de Cónegos à Guimarães, et São Martinho do Campo à Santo Tirso. Le but de la prise de cette ville était d'assurer les communications de l'armée française peu après la prise de la ville de Braga et la bataille de Braga le 20 mars 1809, lors de la seconde invasion française du Portugal dirigée par le maréchal Soult. Le général en chef, dans son rapport sur l'affaire de Guimarães, qui a lieu le 25 mars 1809, s'exprime ainsi :

« Dans cette affaire, le général Jardon qui, avec son courage ordinaire, s'était porté en avant, accompagné seulement d'une douzaine de tirailleurs, reçut une balle à la tête qui le tua. L'armée fut très sensible à cette perte ; le général Jardon avait une réputation de valeur, de probité et de délicatesse qui le faisait généralement estimer ; à la bataille de la Corogne, devant le Ferrol, et à Talpierra ; près de Braga, il avait ajouté à la gloire qu'il s'était acquise dans les combats. »

Très populaire auprès de ses soldats, il était surnommé « le général voltigeur » du fait qu'il avait l'habitude de combattre au milieu de ses hommes, un fusil à la main.

## Hommages
Son nom (souligné car mort au combat) est gravé sur l'arc de triomphe de l'Étoile, côté Ouest.